# Neuranethes avitta
Neuranethes avitta är en fjärilsart som beskrevs av Fawcett 1917. Neuranethes avitta ingår i släktet Neuranethes och familjen nattflyn. Inga underarter finns listade i Catalogue of Life.